# Goldeck
Goldeck est une montagne ainsi qu'une station de ski de taille moyenne, situées près de Spittal an der Drau dans le centre-ouest du Land de Carinthie en Autriche.

## Géographie

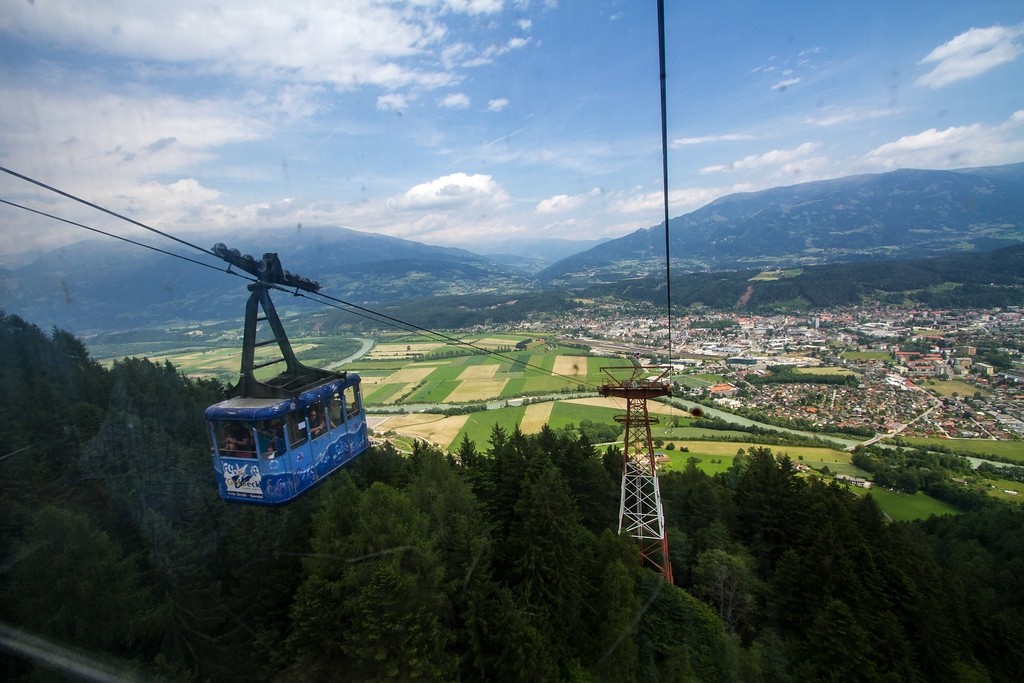
Le téléphérique du Goldeck

Le mont Goldeck, dont le sommet est équipé d'une antenne (Sender Goldeck) de l'ORF, culmine à 2 142 mètres d'altitude. Il est situé au nord des Alpes de Gailtal et est séparé des Hohe Tauern par la vallée de la Drave. Ce pic offre une belle vue sur la vallée, ainsi que sur la ville de Spittal et le lac Millstätter. Depuis la ville, un téléphérique mène au sommet.

## Domaine skiable
La station de ski a été créée en 1960 sur les pentes de la montagne. Le domaine skiable d'altitude est particulièrement ensoleillé. Il est relié à la vallée par un téléphérique de faible capacité (37 personnes pour le premier tronçon, 25 pour le deuxième). La gare de départ est située aux abords de la ville de Spittal an der Drau et à seulement quatre kilomètres de la sortie d'autoroute. La gare d'arrivée du téléphérique est située un peu en aval du sommet. Ce dernier est relié par un téléski ainsi que par le télésiège 6 places débrayable Gipfelbahn Skyliner construit en 2009, qui arrivent à quelques mètres en dessous de l'antenne. De gros projets d'investissements, à la fois dans le parc de remontées mécaniques et dans l'immobilier, avaient été annoncés en 2010 par le fabricant de skis Kneissl, actionnaire majoritaire de la station. La faillite de ce dernier laisse penser que ces plans ne seront pas réalisés comme communiqué. Les longues files d'attente - parfois près d'1/2 heure - au téléphérique en début de journée, dues au faible débit horaire de l'installation, ne pourront être résorbées que si la réalisation du télésiège débrayable se concrétise comme souhaité aux abords du village de Schwaig.
La station met en avant un certain côté "sportif" de son domaine skiable, notamment du fait qu'elle disposerait de la plus longue piste noire de retour de vallée des Alpes. En l'occurrence, une piste noire de 8,5 kilomètres relie le sommet du domaine à la plaine, soit un dénivelé total de près de 1 600 m. Une fois arrivé dans la vallée, il reste aux skieurs à emprunter un skibus qui les ramène toutes les 15–20 minutes vers la gare aval de la téléphérique. Ce skibus ne fonctionne pas quand la piste est officiellement fermée, notamment quand le niveau d'enneigement ne suffit plus en vallée.
Le télésiège Seetalbahn dessert un deuxième versant du domaine moins intéressant, dont l'unique piste est particulièrement plate. Cette remontée mécanique a la particularité de suivre la géographie de la montagne, avec deux virages sur son tracé - technologie très rare pour des télésièges. Une route - à péage en été - relie le pied de cette remontée mécanique. Un gros hôtel y a été construit.
La station communique également sur la zone de ski hors-piste de près de 50 ha. située sous le deuxième tronçon du téléphérique, et donc accessible pratiquement sans effort particulier depuis le sommet du domaine. Une compétition de freeride internationale y a lieu tous les ans.
La station est membre du regroupement de stations de ski TopSkiPass Kärnten & Osttirol.